# Ordinary Girl
«Ordinary Girl» —en español: «Chica ordinaria»— es una canción pop estadounidense de la cantante y actriz Miley Cyrus actuando como Hannah Montana —el alter ego de Miley Stewart—, un personaje que interpreta en la serie de televisión homónima de Disney Channel. Fue enviada a Radio Disney como promoción de la cuarta temporada de la serie el 2 de julio de 2010. Líricamente, la canción trata de que si bien Hannah Montana es famosa, en el fondo es solo una chica ordinaria como cualquier otra. La canción fue lanzada en plataformas digitales el 6 de julio de 2010 como el sencillo líder de la banda sonora de la cuarta y última temporada de la serie, Hannah Montana Forever (2010).

## Antecedentes y composición
«Ordinary Girl» fue escrita por Toby Gad y Arama Brown, mientras que su producción estuvo a cargo del primero. Se estrenó el 2 de julio de 2010 en Radio Disney y luego fue lanzada el 6 de julio en todas las tiendas digitales como el primer sencillo de la banda sonora Hannah Montana Forever. El 15 de octubre de 2010, la canción fue lanzada como sencillo en CD. Aparece en el segundo episodio de Hannah Montana Forever (temporada final), "Hannah Montana a la Oficina del Director". «Ordinary Girl» es una canción con una duración de dos minutos con cincuentaiocho segundos.

## Recepción
Stephanie Bruzzese de CommonSenseMedia declaró que "el gancho de guitarra sólido y ágil de la canción está respaldado por palmas de percusión pegadizas y un coro de lindas voces jóvenes, una configuración que suena más adecuada para la voz madura de Miley". Para la semana que finalizó el 11 de julio de 2010, la canción debutó en el puesto noventa y ocho en la lista Digital Song Sales de Estados Unidos y luego alcanzó el puesto 49 dos semanas después. La canción también debutó en el puesto 91 en el Billboard Hot 100 en Estados Unidos en la semana del 31 de julio de 2010. Pasó dos semanas en su apogeo y luego cayó fuera de la lista. El 10 de marzo de 2023, durante el lanzamiento del octavo álbum de estudio de Cyrus Endless Summer Vacation, la canción fue certificada como sencillo de oro por la Asociación de la Industria Discográfica de Estados Unidos tras vender más de 500 mil unidades en ese país.

## Video musical
A diferencia de otros videos musicales de Hannah Montana, «Ordinary Girl» no es la grabación de un concierto. Asimismo, Hannah en el video es una modelo y no Miley Cyrus, debido a que el contrato de Cyrus con Disney ya había terminado y ella decidió no participar en este. Se estrenó el 2 de julio de 2010 y comienza en el camerino de Montana, donde ella se prepara para un concierto. Ella usa su cámara de video para grabar todo lo que sucede, antes de subir al escenario, donde una multitud gritando está esperando. Saluda y luego le entrega la cámara a una chica en la primera fila del concierto. Luego, el video muestra un salón de clases donde la niña tiene una fiesta con sus amigos después de recibir la cámara, mientras tomas del concierto de la temporada 3 de Hannah Montana se reproducen en las pizarras. Luego, la cámara pasa a otra chica que se topa con un chico que comienza a hablar con ella. Los artistas de R5, Riker y Ross Lynch, se ven en el aula. La cara de la modelo que hace de Hannah no se muestra nunca en ningún momento durante todo el video.

## Formatos y lista de canciones
| Estados Unidos – Descarga digital |                                 |          |  |
| N.º                               | Título                          | Duración |  |
| 1.                                | «Ordinary Girl» (Album version) | 2:58     |  |

| Europa – Sencillo en CD de dos canciones |                                 |          |  |
| N.º                                      | Título                          | Duración |  |
| 1.                                       | «Ordinary Girl» (Album version) | 2:58     |  |
| 2.                                       | «Ordinary Girl» (Instrumental)  | 2:58     |  |

## Posicionamiento en listas
| País (Lista 2010)                   | Mejor posición | Ref    |
| ----------------------------------- | -------------- | ------ |
| Estados Unidos (Billboard Hot 100)  | 91             | [ 8 ]  |
| Estados Unidos (Digital Song Sales) | 49             | [ 7 ]  |
| Reino Unido (UK Singles Chart)      | 93             | [ 11 ] |

## Certificaciones
| País (Organismo certificador) | Certificaciones | Ventas certificadas | Ref.  |
| ----------------------------- | --------------- | ------------------- | ----- |
| Estados Unidos (RIAA)         | Oro             | 500 000             | [ 9 ] |

## Historial de lanzamientos
| País           | Fecha                 | Formato          | Discográfica        | Ref.  |
| -------------- | --------------------- | ---------------- | ------------------- | ----- |
| Estados Unidos | 2 de julio de 2010    | Radio Disney     | Walt Disney Records | [ 2 ] |
| Estados Unidos | 6 de julio de 2010    | Descarga digital | Walt Disney Records | [ 3 ] |
| Alemania       | 15 de octubre de 2010 | Sencillo en CD   | Walt Disney Records |       |